# زولتان لاجوس بي
زولتان لاجوس بي (بالمجرية: Bay Zoltán Lajos )‏ (و. 1900 – 1992 م) هو فيزيائي، وأستاذ جامعي، وعالم نووي من المجر، والإمبراطورية النمساوية المجرية، كان عضوًا في الأكاديمية الهنغارية للعلوم، والجمعية الفيزيائية الأمريكية، توفي في واشنطن، عن عمر يناهز 92 عاماً.

## التعليم
تعلم في جامعة أوتفوش لوراند.